# Trượt băng nghệ thuật tại Thế vận hội Mùa đông 2006
Trượt băng nghệ thuật tại Thế vận hội Mùa đông 2006 được tổ chức tại Palavela ở Torino.

## Bảng huy chương
|   | Quốc gia   | Vàng | Bạc | Đồng | Tổng |
| - | ---------- | ---- | --- | ---- | ---- |
| 1 | Nga        | 3    | 0   | 1    | 4    |
| 2 | Nhật Bản   | 1    | 0   | 0    | 1    |
| 3 | Hoa Kỳ     | 0    | 2   | 0    | 2    |
| 4 | Trung Quốc | 0    | 1   | 1    | 2    |
| 5 | Thụy Sĩ    | 0    | 1   | 0    | 1    |
| 6 | Canada     | 0    | 0   | 1    | 1    |
| 6 | Ukraina    | 0    | 0   | 1    | 1    |
|   | Tổng cộng  | 4    | 4   | 4    | 12   |

|   | Huy chương | Vận động viên                             | Điểm   |
| - | ---------- | ----------------------------------------- | ------ |
| 1 | Vàng       | Tatiana Totmianina và Maxim Marinin (Nga) | 204,48 |
| 2 | Bạc        | Zhang Dan và Zhang Hao (Trung Quốc)       | 189,73 |
| 3 | Đồng       | Shen Xue và Zhao Hongbo (Trung Quốc)      | 186,91 |
| 4 |            | Pang Qing và Tong Jian (Trung Quốc)       | 186,67 |
| 5 |            | Maria Petrova và Alexei Tikhonov (Nga)    | 180,15 |
| 6 |            | Aliona Savchenko và Robin Szolkowy (Đức)  | 180,15 |
| 7 |            | Rena Inoue và John Baldwin (Hoa Kỳ)       | 175,01 |
| 8 |            | Julia Obertas và Sergei Slavnov (Nga)     | 166,54 |

|   | Huy chương | Vận động viên                | Điểm   |
| - | ---------- | ---------------------------- | ------ |
| 1 | Vàng       | Evgeni Plushenko (Nga)       | 258,33 |
| 2 | Bạc        | Stéphane Lambiel (Thụy Sĩ)   | 231,21 |
| 3 | Đồng       | Jeffrey Buttle (Canada)      | 227,59 |
| 4 |            | Evan Lysacek (Hoa Kỳ)        | 220,13 |
| 5 |            | Johnny Weir (Hoa Kỳ)         | 216,63 |
| 6 |            | Brian Joubert (Pháp)         | 212,89 |
| 7 |            | Matthew Savoie (Hoa Kỳ)      | 206,67 |
| 8 |            | Takahashi Daisuke (Nhật Bản) | 204,89 |

|   | Huy chương | Vận động viên                                   | Điểm   |
| - | ---------- | ----------------------------------------------- | ------ |
| 1 | Vàng       | Tatiana Navka và Roman Kostomarov (Nga)         | 200,64 |
| 2 | Bạc        | Tanith Belbin và Benjamin Agosto (Hoa Kỳ)       | 196,06 |
| 3 | Đồng       | Elena Grushina và Ruslan Goncharov (Ukraina)    | 195,85 |
| 4 |            | Isabelle Delobel và Olivier Schoenfelder (Pháp) | 194,28 |
| 5 |            | Albena Denkova và Maxim Staviski (Bulgaria)     | 189,53 |
| 6 |            | Barbara Fusar-Poli và Maurizio Margaglio (Ý)    | 183,46 |
| 7 |            | Margarita Drobiazko và Povilas Vanagas (Litva)  | 183,21 |
| 8 |            | Galit Chait và Sergei Sakhnovski (Israel)       | 181,16 |

|   | Huy chương | Vận động viên              | Điểm   |
| - | ---------- | -------------------------- | ------ |
| 1 | Vàng       | Arakawa Shizuka (Nhật Bản) | 191,34 |
| 2 | Bạc        | Sasha Cohen (Hoa Kỳ)       | 183,36 |
| 3 | Đồng       | Irina Sloetskaja (Nga)     | 181,44 |
| 4 |            | Suguri Fumie (Nhật Bản)    | 175,23 |
| 5 |            | Joannie Rochette (Canada)  | 167,27 |
| 6 |            | Kimmie Meissner (Hoa Kỳ)   | 165,71 |
| 7 |            | Emily Hughes (Hoa Kỳ)      | 160,87 |
| 8 |            | Sarah Meier (Thụy Sĩ)      | 156,13 |